# Osona grófság

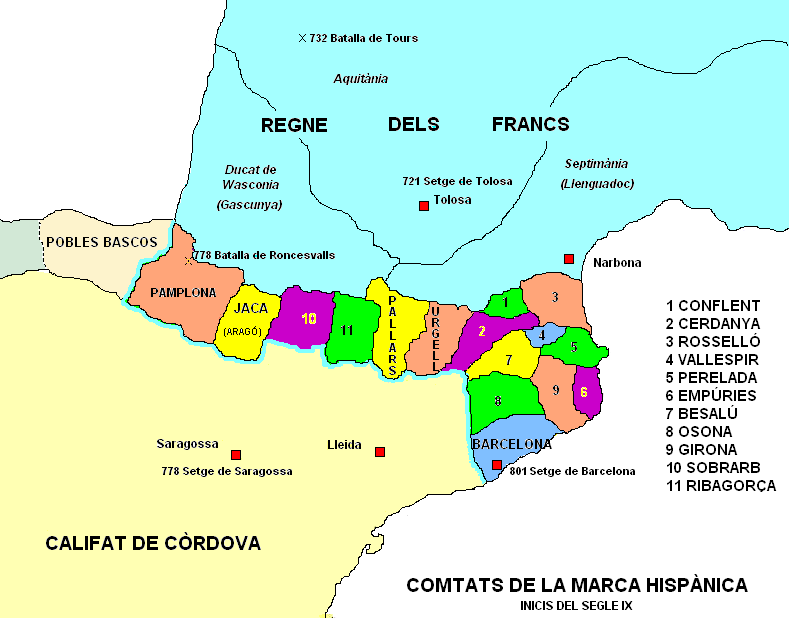
Marca Hispanica grófságai a 9. század elején

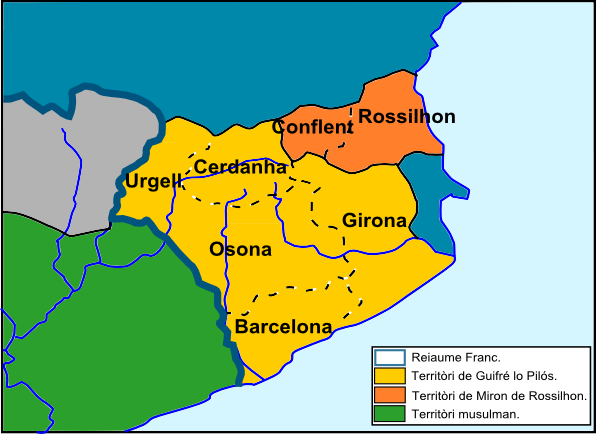
Szőrös Wilfred barcelonai gróf és I. Gausfred empúriai gróf (később herceg) birtokai a 9. század végén

Osona grófság (Ausona) a történelmi Marca Hispanica frank tartomány, majd Aragónia és végül a Mallorcai Királyság egyik grófsága volt Katalóniában. Fővárosa Osona volt.
Az egykori grófság területe a jelenlegi közigazgatási beosztás szerint Katalóniában van.

## Történelme
Feltételezhető, hogy valamiféle elődjét már a Vizigót Királyságban megszervezték, erről a feltételezett grófságról(?) azonban nem maradt fenn adat. A területet az arab hódítás után a környéken kormányzóságokat szerveztek.

### Kialakulása
778-ban Nagy Károly az I. Abd ar-Rahman córdobai emír ellen lázadó emírek hívására átkelt a hegyvidéken, de vereséget szenvedett, és kénytelen volt visszavonulni. Az általa átmenetileg megszállt területeket a mórok gyorsan visszafoglalták. A hegyvidéki, utánpótlással nehezen ellátható, elnéptelenedő területekre azonban nem telepítettek helyőrségeket, így fennhatóságuk Osonában is csak névleges maradt.
A mór hadszínteret Károly 785-ben fiára, Jámbor Lajosra, Akvitánia királyára bízta, és ő 812-ig apránként meghódította egész Katalóniát.
Az elfoglalt területeket Nagy Károly 795-ben Marca Hispanica néven tartománnyá szervezte, hogy afféle ütközőzóna legyen birodalma és a Córdobai Emirátus között. A tartományt grófságokra tagolta; a 798-ban alapított Cerdanya és Urgell első grófja egyaránt egy bizonyos Borrell nevű vizigót nemes lett. Hűbérura Akvitánia királyaként Károly fia, Jámbor Lajos volt, és azonmód utasította a frissen kinevezett grófot, hogy keljen át a Pireneusok gerincén, és csatolja birtokaihoz a hegylánc déli oldalán Berga környékét (nagyjából a ma Katalónia Lleida tartományának Baixa Cerdanya járását), majd délkelet felé további, ugyancsak többé-kevésbé elnéptelenedett völgyeket.
Ez utóbbiakból alakították meg 799-ben Osona grófságot; első grófja ennek is Borrell lett, aki ezek után megkapta az osonai előnevet. Az új grófságban területeken helyre kellett állítania és helyőrséggel kellett feltöltenie Osona, Cardonaés Vic felhagyott erődítményeit.

### A córdobai–frank határvidéken
Borrell halála után Jámbor Lajos a grófságot Rampó barcelonai grófnak adta, tőle pedig Septimaniai Bernát örökölte(?). Bernát uralma ellen hamarosan felkelés tört ki a Barcelonai grófságban, és ehhez Osona nemesei is csatlakoztak egy bizonyos Guillemó (Guillemundus) és Aisso vezetésével (előbbi Conflent és Razés grófja, Berà barcelonai gróf fia volt). A grófságban csak Roda de Ter vára állt ellen a felkelőknek, ezt azonban bevették és lerombolták. A gróf először Aissó lett, akinek bázisterülete Katalónia középső részén volt, de hosszú portyáin még Cerdanya grófságot is végigdúlta. Az ifjú Bernát elmenekült, hogy a császártól kérjen segítséget; rajta kívül csak néhány helybéli gót nemes támogatásában bízhatott. I. Pipin aquitániai király helyreállította a korábbi állapotokat és visszahelyezte tisztségébe Septimaniai Bernátot. A lázadó vezérek elmenekültek, és életük hátralevő részét száműzetésben, Córdobában töltötték. Ez elég rövid idő volt: Guillemó még abban az évben meghalt, az emír pedig hamarosan egy ellene szervezett összeesküvéssel gyanúsította meg Aissót, akit kivégeztetett.
A felkelés alatt a grófság gyakorlatilag elnéptelenedett. Formálisan a Barcelonai grófsághoz csatolták ugyan, de a gyakorlatban a frank fennhatóságot csak 879-ben állították helyre.
879-ben Szőrös Wilfred barcelonai gróf kezdte újra benépesíteni a területet, amely gyorsan fejlődve Katalónia fontos, központi részévé vált. Wilfred a grófság határai mentén felépíttette Torelló (881), Montgrony (887) és Tarabaldi (892) várait. A grófok továbbra is Barcelonában székeltek, és a nevükben vikomtok kormányozták az újjászervezett grófságot. Ezek (és a korábban meglévő) várak lettek egyúttal a közigazgatás központjai is. A fentieken túl Wilfred újjáalakította a osonai egyházmegyét és (eredetileg Emma lánya számára megalapította Sant Joan de les Abadesses kolostorát, amely hamarosan a grófság legjelentősebb hitközségévé vált. Bevezette a jobbágyrendszert.

## Osona grófjai
- 798-820 Osonai Borrell, Cerdanya, Urgell és Osona grófja;
- 820–826 Rampó (Barcelona grófja);
- 826–826 Septimaniai Bernát (Barcelona grófja);
- 826–827 Aisso (Ayxun, barcelonai lázadó)
- 826–827 Guillemó (Guillemundus)
- 827–939 Barcelona grófjai
- 939–943 Ermengol
- 943–1035 Barcelona grófjai
- 1035–1054 Guisla de Lluça
- 1035–1054 William
- 1054–1107 Barcelona grófjai
- Jimena 1107–1149
- III. Bernát, Besalú grófja 1107–1111
- 1356–1364 III. Bernát, Cabrera grófja
- 1364 után folyamatosan Barcelona grófjai

## Fordítás
- Ez a szócikk részben vagy egészben  a   County of Osona című angol Wikipédia-szócikk ezen változatának fordításán alapul.  Az eredeti cikk szerkesztőit annak laptörténete sorolja fel. Ez a jelzés csupán a megfogalmazás eredetét és a szerzői jogokat jelzi, nem szolgál a cikkben szereplő információk forrásmegjelöléseként.
- Ez a szócikk részben vagy egészben  az   Aisso című angol Wikipédia-szócikk ezen változatának fordításán alapul.  Az eredeti cikk szerkesztőit annak laptörténete sorolja fel. Ez a jelzés csupán a megfogalmazás eredetét és a szerzői jogokat jelzi, nem szolgál a cikkben szereplő információk forrásmegjelöléseként.